# Martino Longhi il Giovane

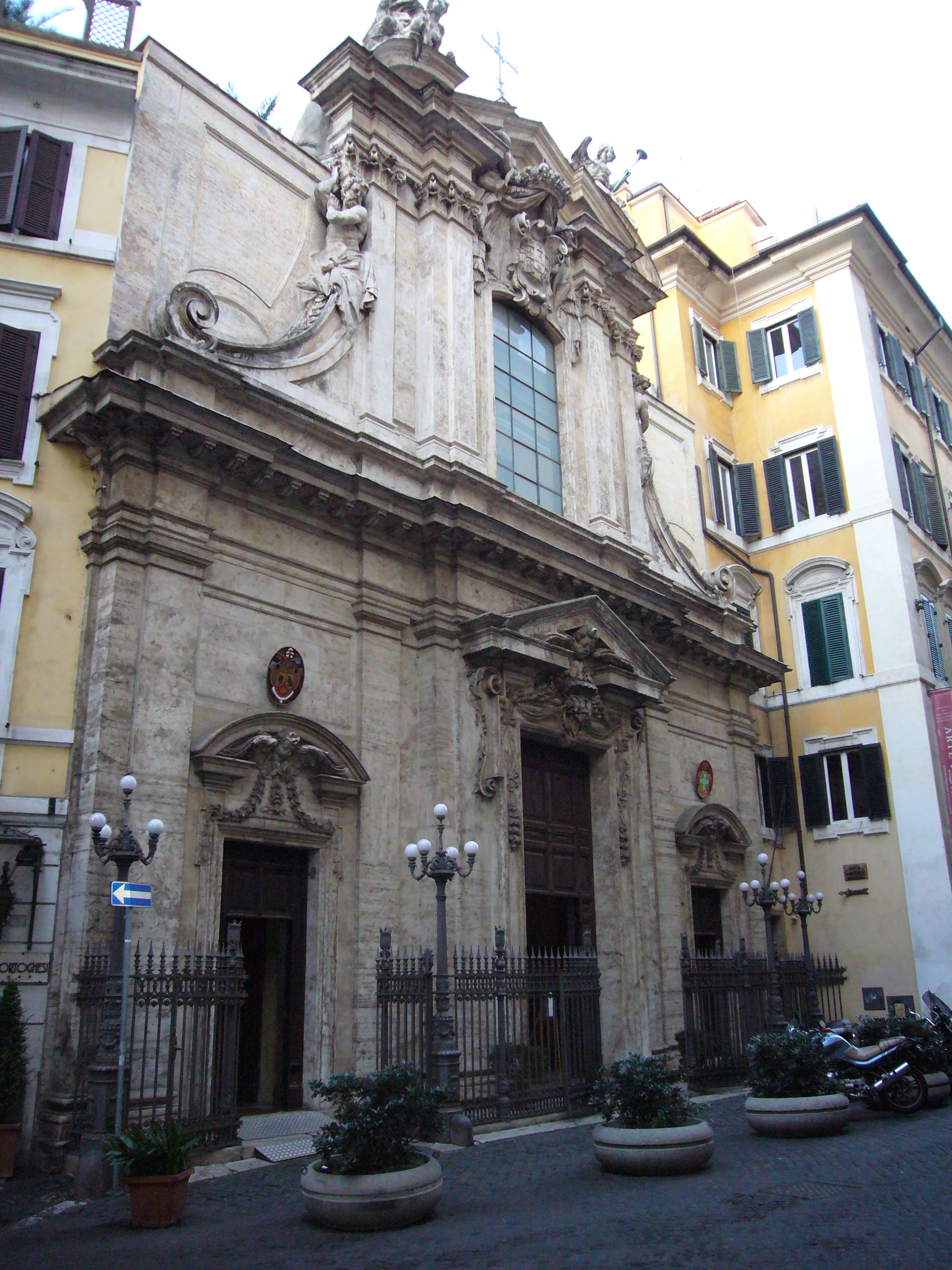
La facciata di Sant'Antonio dei Portoghesi a Roma

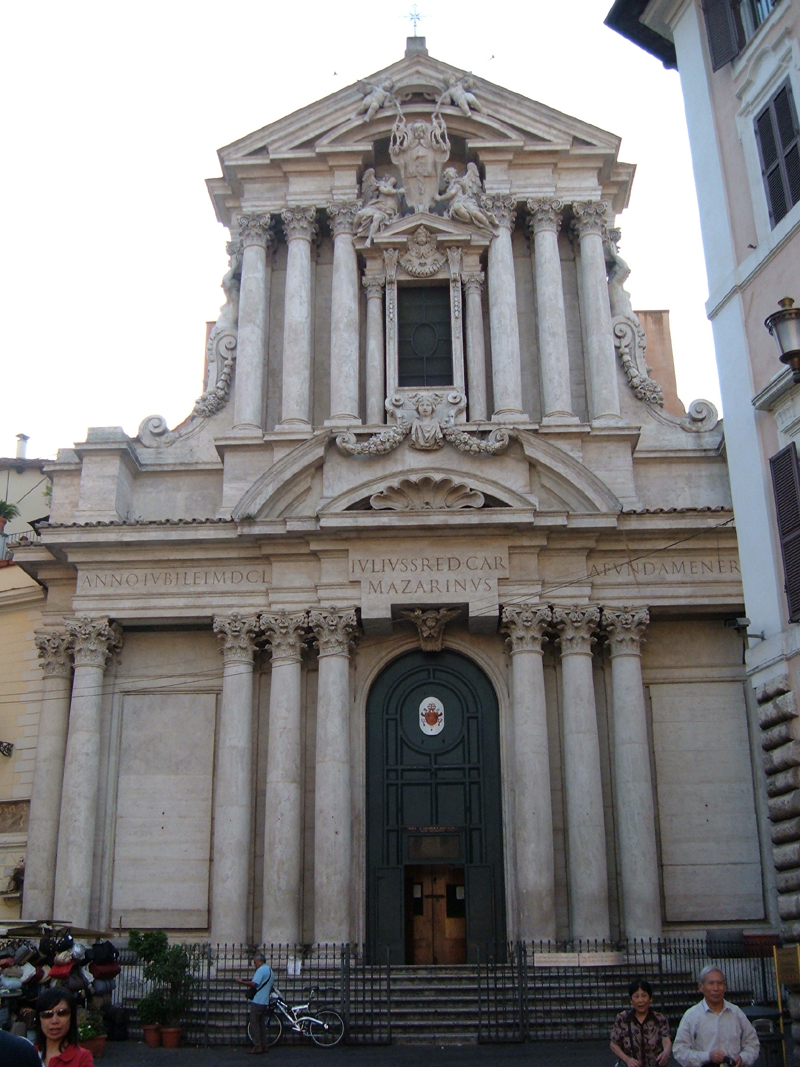
La facciata di Santi Vincenzo e Anastasio a Roma

Martino Longhi il Giovane (Roma, 18 marzo 1602 – Viggiù, 15 dicembre 1660) è stato un architetto italiano, figlio di Onorio Longhi e nipote di Martino Longhi il vecchio.

## Biografia
Appartenente ad una dinastia di architetti proveniente da Viggiù, in Lombardia, è considerato uno degli architetti più originali del barocco romano, in grado di reggere il confronto con i grandi Gian Lorenzo Bernini, Francesco Borromini e Pietro da Cortona.
La sua prima opera certa è la singolare facciata di Sant'Antonio dei Portoghesi a Roma (1629 circa), ornata da una grande abbondanza di stemmi e statue che ricordano quasi un apparato effimero, il cui timpano accoglie un gigantesco stemma della dinastia dei Braganza.
All'inizio del quarto decennio ereditò dal padre il cantiere dei Santi Ambrogio e Carlo al Corso, per cui disegnò un progetto di facciata (non eseguito) con un profilo concavo affiancato da due torri e ornato da un sovraffollarsi di colonne in travertino.
Nel 1653 restaurò la chiesa di Sant'Adriano nel Foro Romano (il suo intervento venne eliminato per riportare alla luce l'antica Curia Romana durante gli scavi archeologici del 1933), il cui interno era scandito da una successione di colonne libere di ispirazione palladiana o tibaldiana, che avrebbero a loro volta ispirato il sistema di Santa Maria in Campitelli di Carlo Rainaldi.
La sua opera più celebre è però la facciata della chiesa dei Santi Vincenzo e Anastasio (1646-1650) nella piazza della Fontana di Trevi, anch'essa caratterizzata dalla sovrabbondanza di colonne in travertino che si addensano in corrispondenza dell'asse centrale e dalla presenza di numerose statue, erme, stemmi e rilievi (il progetto originario, molto più ricco, non fu eseguito completamente). Committente della facciata fu il cardinale Giulio Mazzarino, che qui era stato battezzato.
Tra le sue opere civili si segnalano il Palazzo Ginnetti a Velletri (distrutto durante la seconda guerra mondiale) e la scala Caetani a Palazzo Ruspoli, considerato tradizionalmente, una delle quattro meraviglie di Roma, insieme al cembalo di Borghese, al dado di Farnese e al portone di Carboniani (Palazzo Sciarra-Colonna).
Nel 1639 Martino Longhi aveva anche pubblicato una raccolta di Poesie amorose, sacre, varie.